# 리틀 위치 아카데미아

리틀 위치 아카데미아(Little Witch Academia, 일본어: リトルウィッチアカデミア)는 요시나리 요가 제작하고 트리거가 프로듀싱을 맡은 일본의 애니메이션 시리즈이다. 오리지널 단편 영화는 요시나리가 감독하고 오츠카 마사히코가 각본을 맡았으며 2013년 3월 젋은 애니메이터 육성 프로젝트의 애니메이션 미라이 2013 프로젝트의 일부로서 극장 개봉하였으며 나중에 2013년 4월 유튜브를 통해 영어 자막과 함께 스트리밍되었다. 2번째 단편 영화는 부분적으로 킥스타터를 통해 자금 지원을 받았으며 제목은 "Little Witch Academia: The Enchanted Parade"이다. 이 작품은 2015년 10월 출시되었다. 애니메이션 TV 시리즈는 일본에서 2017년 1월부터 6월까지 방영되었으며 총 13화가 2017년 6월을 기점으로 전 세계적으로 넷플릭스를 통해 시청이 가능하게 되었다. 시즌 1의 나머지 12화는 이 쇼의 시즌 2로 명명되어 해당 플랫폼에서 2017년 8월 시청이 가능하게 되었다. 2편의 일본 만화 시리즈가 슈에이샤를 통해 발간되고 있다.